# Арпеджіо

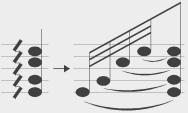
Запис у вигляді хвилястої лінії та фактичне виконання

Арпе́джіо (італ. arpeggio — «як на арфі») — послідовне, неодночасне виконання звуків акорду (один за одним). У виконавській практиці на багатьох музичних інструментах розрізняють арпеджіо та арпеджато (arpeggiato).
- Терміном арпеджіо як правило називають ритмічно впорядковані послідовності звуків, кожен звук виписується окремою нотою певної тривалості.
- Терміном арпеджато називають швидке взяття звуків акорду послідовно, точне ритмічне впорядкування при цьому не передбачається. Арпеджато позначається або самим словом (що звичайно стосується декількох акордів), або вертикальною хвилястою лінією перед кожним відповідним акордом. В разі необхідності напрямок арпеджування позначається стрілочкою.

У сучасних синтезаторах для програмування арпеджіо використовують так звані арпеджіатори.